# Olios ituricus
Olios ituricus är en spindelart som beskrevs av Embrik Strand 1913. Olios ituricus ingår i släktet Olios och familjen jättekrabbspindlar. Inga underarter finns listade i Catalogue of Life.